# خانه چانه قرمز
خانه چانه قرمز مربوط به دوره قاجار است و در دزفول، محله لوریان واقع شده و این اثر در تاریخ ۱۷ اسفند ۱۳۸۱ با شمارهٔ ثبت ۷۹۰۰ به‌عنوان یکی از آثار ملی ایران به ثبت رسیده‌است.